# Гришко Михайло Степанович
Гришко́ Миха́йло Степа́нович (нар. 27 лютого 1901, Маріуполь — пом. 3 червня 1973, Київ) — український радянський співак (драматичний баритон).

## Біографія
Народився 14 [27] лютого 1901 року в місті Маріуполі Катеринославської губернії, Російської імперії (тепер Донецька область, Україна) в робітничій родині. У 1912—1918 роках працював на різних роботах, був учнем, помічником токаря, токарем Маріупольського металургійного заводу. У 1918—1920 роках брав участь у громадянській війні.
У 1921—1923 роках — працівник Єлизаветградського машинобудівного заводу. У 1926 закінчив Одеський музично-драматичний інститут (курс Юлії Рейдер). У 1926—1927 роках — соліст Одеського, у 1927—1936 — Харківського, у 1941—1944 — Грузинського, у 1936—1941 і 1944—1960 роках — Київського театрів опери та балету.
Жив у Києві в будинку на вулиці Хрещатику, 15. Помер в Києві 3 червня 1973 року. Похований на Байковому кладовищі (ділянка № 1). Могила охороняється Спілкою театральних діячів України.

## Творчість
Виконавець головних ролей в операх:
- «Наталка Полтавка», «Тарас Бульба» Миколи Лисенка;
- «Євгеній Онєгін», «Мазепа» Петра Чайковського;
- «Запорожець за Дунаєм» Семена Гулака Артемовського;
- «Богдан Хмельницький» Костянтина Данькевича (1951, перше виконання);
- «Арсенал», «Милана» Георгія Майбороди;
- «Царева наречена», «Снігуронька» Миколи Римського-Корсакова;
- «Князь Ігор» Олександра Бородіна;
- «Ріголетто», «Бал-маскарад», «Травіата» Джузеппе Верді;
- «Тоска» Джакомо Пуччіні.

У концертах виконував твори:
- Миколи Лисенка («Реве та стогне Дніпр широкий», «У гаю, гаю вітру немає», «Буває, іноді старий», «Учітеся, брати мої», «Мені однаково», «Минають дні»);
- Кирила Стеценка («Ой, літа орел»);
- Якова Степового («Три шляхи», «Із-за гаю сонце сходить»);
- Остапа Нижанківського («Минули літа молодії»);
- Левка Ревуцького («Думи мої, думи»);
- Заремба Владислава Заремби («Над Дніпровою сагою»);
- О. Сичова («Не женися на багатій», «Тяжко-важко в світі жити») на слова Тараса Шевченка.

У репертуарі були романси, українські і російські народні пісні.
Знявся у фільмі «Щит Джургая» (1944), зіграв султана в кінокартині «Запорожець за Дунаєм» (1953).

## Відзнаки
Нагороджений орденами:
- Леніна;
- Трудового Червоного Прапора;
- «Знак Пошани»;
- Вітчизняної війни ІІ-го ступеня;

Лауреат Сталінської премії за 1950 рік.
почесні звання СРСР
- народний артист УРСР з 1940 року;
- народний артист СРСР з 1950 року.

## Вшанування пам'яті
- 13 березня 1981 року в Києві, на будику по вулиці Хрещатик, 15, де жив Михайло Гришко, встановлена меморіальна дошка (бронза; барельєф; скульптор Микола Рапай, архітектор Анатолій Ігнащенко).
- Його ім'ям названа вулиця в Дарницькому районі Києва (житловий масив «Позняки»).
- Документальний телефільм, присвячений життю і творчості співака: «Михайло Гришко. Тріумф і трагедія таланту» (2016, ДТРК «Культура», автор сценарію та режисер — Жанна Бебешко).